# Dragons et Serpents
Dragons et Serpents est un roman de fantasy écrit par Robin Hobb. Traduction française de la première moitié du livre original Dragon Keeper publié en 2009, il a été publié en français le 18 septembre 2010 aux éditions Pygmalion et constitue le premier tome du cycle Les Cités des Anciens.

## Résumé
À Cassaric, la dragonne Tintaglia assiste à l'éclosion des dragons faisant suite à l'encoconnage des serpents de mer plusieurs mois plus tôt. Malheureusement, tous ont des malformations et aucun n'est apte à voler et ne peut donc ainsi se nourrir par lui-même. Les Marchands de Trehaug et de Cassaric s'étant engagés auprès de Tintaglia à prendre soin des serpents puis des dragons en échange de la protection de la dragonne, ils doivent donc leur fournir une quantité énorme de nourriture, par ailleurs très difficile à trouver dans la région du désert des Pluies.
À Terrilville, Alise Kincarron se voit offrir un mariage par le fortuné Marchand Hest Finbok alors que sa position sociale ne l'y destinait absolument pas. Poussé par sa famille à se trouver une épouse pour garantir la continuité des Finbok, il lui propose un mariage de raison qui pourrait satisfaire à la fois le désir d'Alice d'étudier sa vie durant les Anciens et les dragons et également la pression de sa famille.
Sur le fleuve du désert des Pluies, Leftrin, capitaine de la vivenef le Mataf, trouve par hasard une grosse quantité de bois-sorcier. Prévoyant tout d'abord de le vendre en contrebande pour s'assurer une grosse quantité d'argent, il décide finalement de consacrer ce trésor à améliorer son navire.
À Trehaug, l'adolescente Thymara, fille de Jerup, souffre d'être rejetée par tous les habitants. Née avec les signes de malformation du désert des Pluies, à savoir des écailles poussant sur son visage et des griffes à la place des ongles, la coutume aurait voulue qu'elle soit tuée à la naissance. Mais son père a refusé ce traitement. Lorsque le conseil des Marchands de Terrilville cherche des volontaires pour garder les dragons lors d'un périple visant à les déplacer vers des terres plus éloignées des hommes et dans l'espoir de retrouver l'antique cité des Anciens Kelsingra, elle se porte immédiatement volontaire...